# Culturele toe-eigening

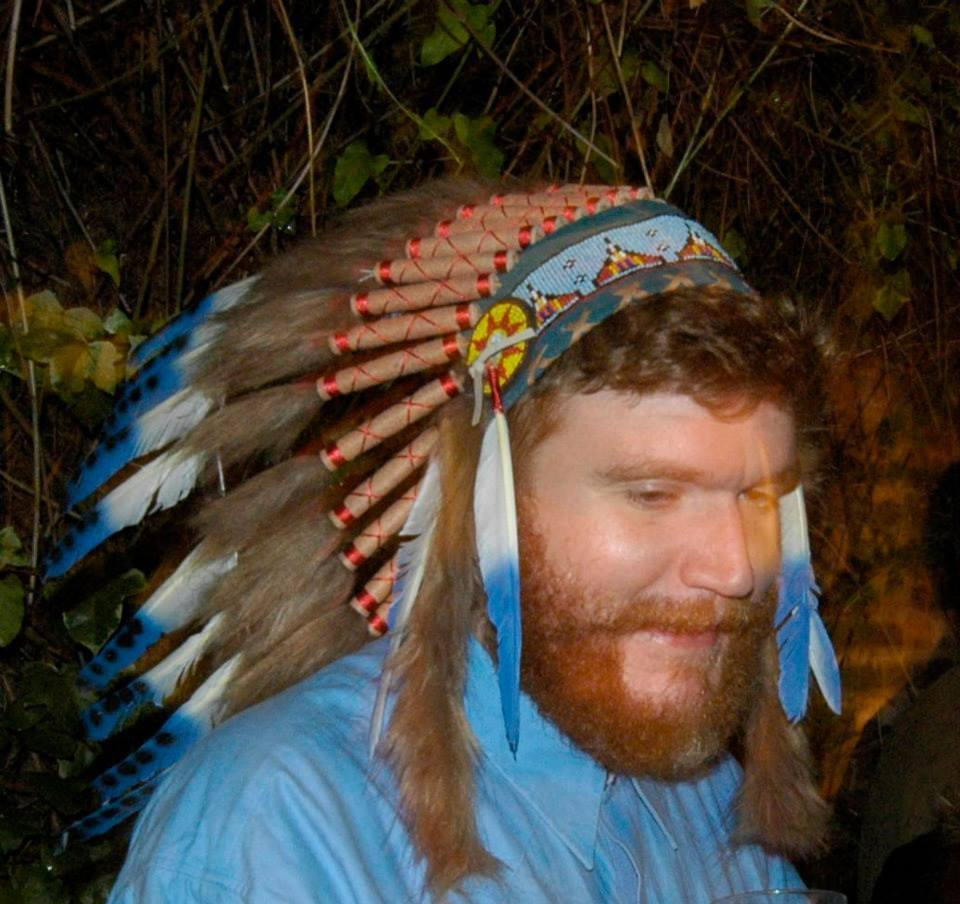
Blanke westerling met hoofdtooi van een indiaan

Culturele toe-eigening of cultuurkaping (Engels: cultural appropriation) is de niet-erkende of ongepaste overname van een element of elementen van een cultuur of identiteit door leden van een andere cultuur of identiteit. Dit kan als controversieel worden ervaren, voornamelijk wanneer leden van een dominante cultuur stijlelementen van een sociaal-etnische minderheid overnemen.

## Concept
Culturele toe-eigening wordt geacht te verschillen van acculturatie, culturele assimilatie of gelijke culturele uitwisseling. Bij toe-eigening zou er sprake zijn van machtsongelijkheid. Wanneer culturele elementen worden gekopieerd uit een minderheidscultuur door leden van een dominante cultuur, en deze elementen worden gebruikt buiten hun oorspronkelijke culturele context -soms zelfs tegen de uitdrukkelijk uitgesproken wensen van leden van de oorspronkelijke cultuur- kan dat op bezwaren stuiten. Culturele toe-eigening wordt door verschillende groepen en individuen als schadelijk beschouwd, waaronder inheemse mensen die werken voor cultureel behoud, degenen die pleiten voor collectieve intellectuele eigendomsrechten van de oorspronkelijke, minderheidsculturen, en degenen die hebben geleefd of leven onder koloniale heerschappij. 
Culturele toe-eigening kan betrekking hebben op symbolen, taal, mode, muziek en dans, etc van een andere cultuur. Als het gaat om religieuze tradities wordt ook wel gesproken van "religieuze toe-eigening". Voorbeelden hiervan zijn pelgrimtochten door niet-katholieken, yoga-beoefening door westerlingen en ook het lenen van doctrines en rituelen voor therapeutische doeleinden. Meest tekenende voorbeeld is waarschijnlijk kerst, een belangrijke christelijke feestdag die zo sterk is verwereldlijkt, dat christenen het feest van Jezus Christus, die zij als de Zoon van God beschouwen, nog amper in verstilling en bezinning kunnen vieren, doordat kerst wereldwijd in het teken is komen te staan van de kerstman, zoals die is groot gemaakt door Coca-Cola; dure cadeaus geven, waartoe de kooprage wordt ingeluid en aangewakkerd op ´Black Friday´, de vierde vrijdag in november; bovenmatig veel en luxe eten en (alcohol) drinken, thuis en in de horeca; bovenmatige drukte in de steden, op de wegen en in het openbaar vervoer wegens familie- en vriendenbezoek; alsook vlieghinder wegens een piek in vakantievluchten. 
Degenen die deze toe-eigening als uitbuiting beschouwen, stellen dat culturele elementen verloren gaan of worden vervormd wanneer ze worden verwijderd uit hun oorspronkelijke culturele context, en dat dergelijke vertoningen respectloos zijn of zelfs een vorm van ontheiliging. Culturele elementen die een diepe betekenis hebben voor de oorspronkelijke cultuur, kunnen door de dominante cultuur worden teruggebracht tot "exotische" mode of speelgoed. De academicus, muzikant en journalist Greg Tate stelt dat toe-eigening en "fetisjering" van culturen in feite degenen vervreemdt wier cultuur wordt toegeëigend.

## Kritiek

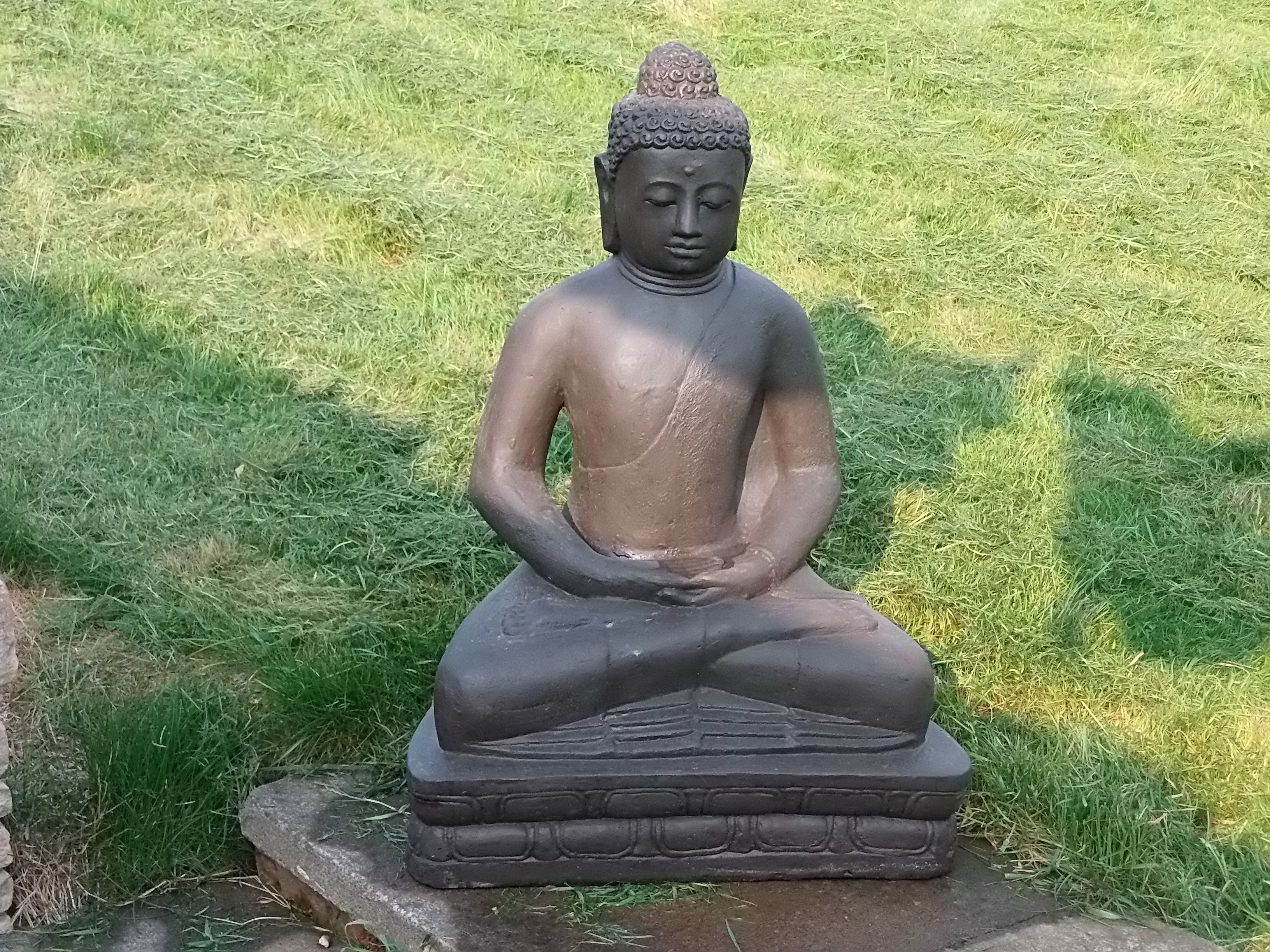
Boeddha-beeld als tuinornament.

Er is kritiek op het concept van culturele toe-eigening. Critici merken op dat het vaak verkeerd wordt begrepen of verkeerd wordt toegepast door het grote publiek. Beschuldigingen van culturele toe-eigening worden soms gebezigd bij voedsel uit een andere cultuur of muziek van een andere culturele achtergrond, terwijl fusion en cross-over verrijkend zijn en vormen van culturele wisselwerking. 
Anderen stellen dat de handeling van culturele toe-eigening zoals deze gewoonlijk wordt gedefinieerd, geen betekenisvolle sociale schade vormt, of dat de term conceptuele samenhang mist. Bovendien kan de term willekeurige limieten stellen aan intellectuele vrijheid, de zelfexpressie van kunstenaars, groepsdivisies versterken of een gevoel van vijandschap of wrok bevorderen in plaats van bevrijding.
In de kunsten wordt de term steeds vaker gebruikt, meestal in negatieve zin. Zo zou een kunstenaar eigenlijk geen verhalen kunnen vertellen over mensen uit een andere cultuur, een blanke schrijver nooit kunnen schrijven vanuit het perspectief van kleurlingen (of andersom) en iemand die nooit drugs heeft gebruikt niet over het leven van een drugsverslaafde. Schrijvers en filmmakers hebben om deze reden in toenemende mate kritiek op het concept van 'culturele toe-eigening'.